# ألبرت بويج آي غاريش
ألبرت بويج آي غاريش (بالإسبانية: Albert Puig)‏ (مواليد 1 أبريل 1994) هو سبّاح إسباني، مثّل بلاده في الألعاب الأولمبية الصيفية 2016.

## روابط خارجية
ألبرت بويج آي غاريش على موقع الاتحاد الدولي للسباحة (الإنجليزية)
- ألبرت بويج آي غاريش على موقع اللجنة الأولمبية الدولية (الإنجليزية)
- ألبرت بويج آي غاريش على موقع أوليمبيديا (الإنجليزية)
- ألبرت بويج آي غاريش على موقع اللجنة الأولمبية الإسبانية (الإسبانية)